# SK Plumbum Hradec Králové
Sportovní klub Plumbum Hradec Králové byl český futsalový klub z Hradce Králové. Klub byl založen v roce 1992 a zanikl v roce 2006. V roce 1993 se stal klub zakládajícím členem 1. celostátní ligy.
Největším úspěchem klubu byla šestiletá účast v nejvyšší soutěži (1993 – 1997/98).

## Historické názvy
Zdroj: 
- 1992 – SK Plumbum Hradec Králové (Sportovní klub Plumbum Hradec Králové)
- 2005 – SK Plumbum boys Hradec Králové (Sportovní klub Plumbum boys Hradec Králové)

## Umístění v jednotlivých sezonách
Zdroj: 
Legenda: Z - zápasy, V - výhry, R - remízy, P - porážky, VG - vstřelené góly, OG - obdržené góly, +/- - rozdíl skóre, B - body, červené podbarvení - sestup, zelené podbarvení - postup, fialové podbarvení - reorganizace, změna skupiny či soutěže
| Česko (1993 – 2006) |                             |        |                                                             |                                                             |                                                             |                                                             |                                                             |                                                             |                                                             |                                                             |       |          |
| Sezóny              | Liga                        | Úroveň | Z                                                           | V                                                           | R                                                           | P                                                           | VG                                                          | OG                                                          | +/-                                                         | B                                                           | P. ZČ | Play-off |
| 1993                | 1. celostátní liga          | 1      | 11                                                          | 4                                                           | 2                                                           | 5                                                           | 33                                                          | 29                                                          | +4                                                          | 10                                                          | 7.    |          |
| 1993/94             | 1. celostátní liga          | 1      | 30                                                          | 12                                                          | 5                                                           | 13                                                          | 82                                                          | 88                                                          | -6                                                          | 29                                                          | 8.    |          |
| 1994/95             | 1. celostátní liga          | 1      | 30                                                          | 14                                                          | 8                                                           | 8                                                           | 106                                                         | 86                                                          | +20                                                         | 50                                                          | 6.    |          |
| 1995/96             | 1. celostátní liga          | 1      | 30                                                          | 14                                                          | 6                                                           | 10                                                          | 119                                                         | 78                                                          | +41                                                         | 48                                                          | 8.    |          |
| 1996/97             | 1. celostátní liga          | 1      | 30                                                          | 14                                                          | 3                                                           | 13                                                          | 122                                                         | 131                                                         | -9                                                          | 45                                                          | 7.    |          |
| 1997/98             | 1. celostátní liga          | 1      | Klub se odhlásil v průběhu sezóny, výsledky byly anulovány. | Klub se odhlásil v průběhu sezóny, výsledky byly anulovány. | Klub se odhlásil v průběhu sezóny, výsledky byly anulovány. | Klub se odhlásil v průběhu sezóny, výsledky byly anulovány. | Klub se odhlásil v průběhu sezóny, výsledky byly anulovány. | Klub se odhlásil v průběhu sezóny, výsledky byly anulovány. | Klub se odhlásil v průběhu sezóny, výsledky byly anulovány. | Klub se odhlásil v průběhu sezóny, výsledky byly anulovány. | 16.   |          |
| 1998/99             | Divize – sk. Východní Čechy | 3      | 30                                                          | 20                                                          | 2                                                           | 8                                                           | 151                                                         | 82                                                          | +69                                                         | 62                                                          | 2.    |          |
| 1999/00             | Divize – sk. Východní Čechy | 3      | 30                                                          | 18                                                          | 2                                                           | 10                                                          | 122                                                         | 94                                                          | +28                                                         | 56                                                          | 2.    |          |
| 2000/01             | Divize – sk. Východní Čechy | 3      | 30                                                          | 14                                                          | 3                                                           | 13                                                          | 125                                                         | 132                                                         | -7                                                          | 45                                                          | 8.    |          |
| 2001/02             | Divize – sk. Východní Čechy | 3      | 30                                                          | 17                                                          | 4                                                           | 9                                                           | 99                                                          | 82                                                          | +17                                                         | 55                                                          | 6.    |          |
| 2002/03             | Divize F                    | 3      | 30                                                          | 14                                                          | 4                                                           | 12                                                          | 101                                                         | 104                                                         | -3                                                          | 46                                                          | 8.    |          |
| 2003/04             | Divize D                    | 3      | 26                                                          | 10                                                          | 4                                                           | 12                                                          | 78                                                          | 92                                                          | -14                                                         | 34                                                          | 9.    |          |
| 2004/05             | Divize D                    | 3      | 26                                                          | 13                                                          | 6                                                           | 7                                                           | 82                                                          | 70                                                          | +12                                                         | 45                                                          | 5.    |          |
| 2005/06             | Divize D                    | 3      | 26                                                          | 9                                                           | 3                                                           | 14                                                          | 63                                                          | 90                                                          | -27                                                         | 30                                                          | 9.    |          |